# Eleanor Coppola
Eleanor Coppola   (Los Angeles, 4 de maig de 1936 - Rutherford, 12 d'abril de 2024) va ser una directora de cinema documental, guionista i artista estatunidenca. Va estar casada amb el director Francis Ford Coppola des de 1963 fins a la seva mort. Va ser més coneguda pel seu documental de 1991 Hearts of Darkness: A Filmmaker's Apocalypse, així com per altres documentals que narraven les pel·lícules del seu marit i els seus fills.

## Filmografia
| Any  | Pel·lícula                                                        | Paper(s)                                      |
| ---- | ----------------------------------------------------------------- | --------------------------------------------- |
| 1962 | Dementia 13                                                       | Ajudant de direcció d'art                     |
| 1991 | Hearts of Darkness: A Filmmaker's Apocalypse                      | Directora                                     |
| 1996 | A Visit to China's Miao Country                                   | Directora                                     |
| 2002 | On the Set of 'CQ'                                                | Videògrafa                                    |
| 2002 | Teknolust                                                         | Segona operadora de càmera                    |
| 2006 | A Million Feet of Film: The Editing of Apocalypse Now             | Directora de fotografia                       |
| 2006 | Heard Any Good Movies Lately?: The Sound Design of Apocalypse Now | Directora de fotografia                       |
| 2006 | The Birth of 5.1 Sound                                            | Directora de fotografia                       |
| 2006 | The Music of Apocalypse Now                                       | Directora de fotografia                       |
| 2007 | The Making of 'Marie Antoinette'                                  | Directora                                     |
| 2007 | Francis Ford Coppola Directs 'John Grisham's The Rainmaker'       | Directora                                     |
| 2007 | Coda: Thirty Years Later                                          | Directora, directora de fotografia, guionista |
| 2016 | Paris Can Wait                                                    | Directora, guionista                          |
| 2020 | Love Is Love Is Love                                              | Directora, guionista                          |